# 科尔多瓦足球俱乐部
科尔多瓦足球俱乐部（Córdoba），西班牙南部安达卢西亚自治区科尔多瓦市的一个足球俱乐部。该俱乐部成立于1954年，现参加西班牙足球乙级联赛。
球隊主場新阿坎赫尔球场可容納21,822人。

## 近年成績
2014–15賽季西班牙足球甲級聯賽，科爾多瓦排在榜尾降班。2015–16賽季西班牙乙組足球聯賽，取得第5名。